# 嘉宾 (歌曲)
《嘉宾》是张远演唱的华语流行歌曲，普通話版本由王泽言及张远作词，王泽言作曲，于2020年10月26日发行。粵語版則是由陳羽章重新填詞，于2022年7月24日发行。

## 歌曲背景
|  | 感谢你特别邀请 来见证你的爱情 我时刻提醒自己 别逃避 拿着喜帖一步一步走近 他精心布置的场地 可惜这是属于你的风景 而我只是嘉宾 |

歌曲讲述了男主角在收到了分手几年的前女友婚礼的邀请函后，隐藏着悲伤的心情去参加前女友的婚礼的心境。但男主角最終未有參與全場，只好提早離開。如今的他只能独自感伤，成为见证前女友的爱情的嘉宾。歌手张远表示，在每个人的心里，可能都曾经幻想过这样的画面。這樣的故事可能對某部分人來說是一劑放下的解藥，也可能是一個情感的出口。
嘉賓最初的歌詞描繪的更多是不甘和遺憾，但張遠認為這樣的故事無法使自己信服。在與原詞曲作者王泽言商討過後，他將歌詞改成了自己比较能相信、比较认可的样子，使得最終呈現的情緒更多是不甘以及成長。张远希望分手后的人们可以借助这首歌，让彼此之间有一个“仪式感的结束”。

## 评价与鉴赏
歌曲最核心的情绪点，是在于分手后的男女双方（尤其是男方）放不下一段感情的部分，触动不少听众的情绪。
张远宽而有深度的声音，诠释着爱情的苦涩，使这首悲伤情歌多了一份情真意切，少了无病呻吟。贯穿了歌曲始终，与张远音色完美融合，为歌曲增添了魅力。

## 其他版本

### 翻唱
| 发行日期      | 歌手         | 备注                           |
| ------------- | ------------ | ------------------------------ |
| 2021年5月22日 | 路飞文       | 厂牌：银河方舟                 |
| 2021年7月30日 | 夏奈         | 厂牌：华声时代                 |
| 2022年        | 詹雯婷、张远 | 《我们的歌》男女对唱（Live版） |
| 2022年        | 孙楠         | 《为歌而赞》                   |

## 榜单成绩
| 年份   | 榜单              | 最高位置 |
| ------ | ----------------- | -------- |
| 2021年 | YES 933醉心龙虎榜 | 1        |

## 奖项与提名
- 2021年：《第3届TMEA腾讯音乐娱乐盛典》全民K歌年度传唱歌曲奖（获奖）
- 2021年：《YES 933醉心龙虎榜顶尖金曲奖》（获奖）